# Platzwart

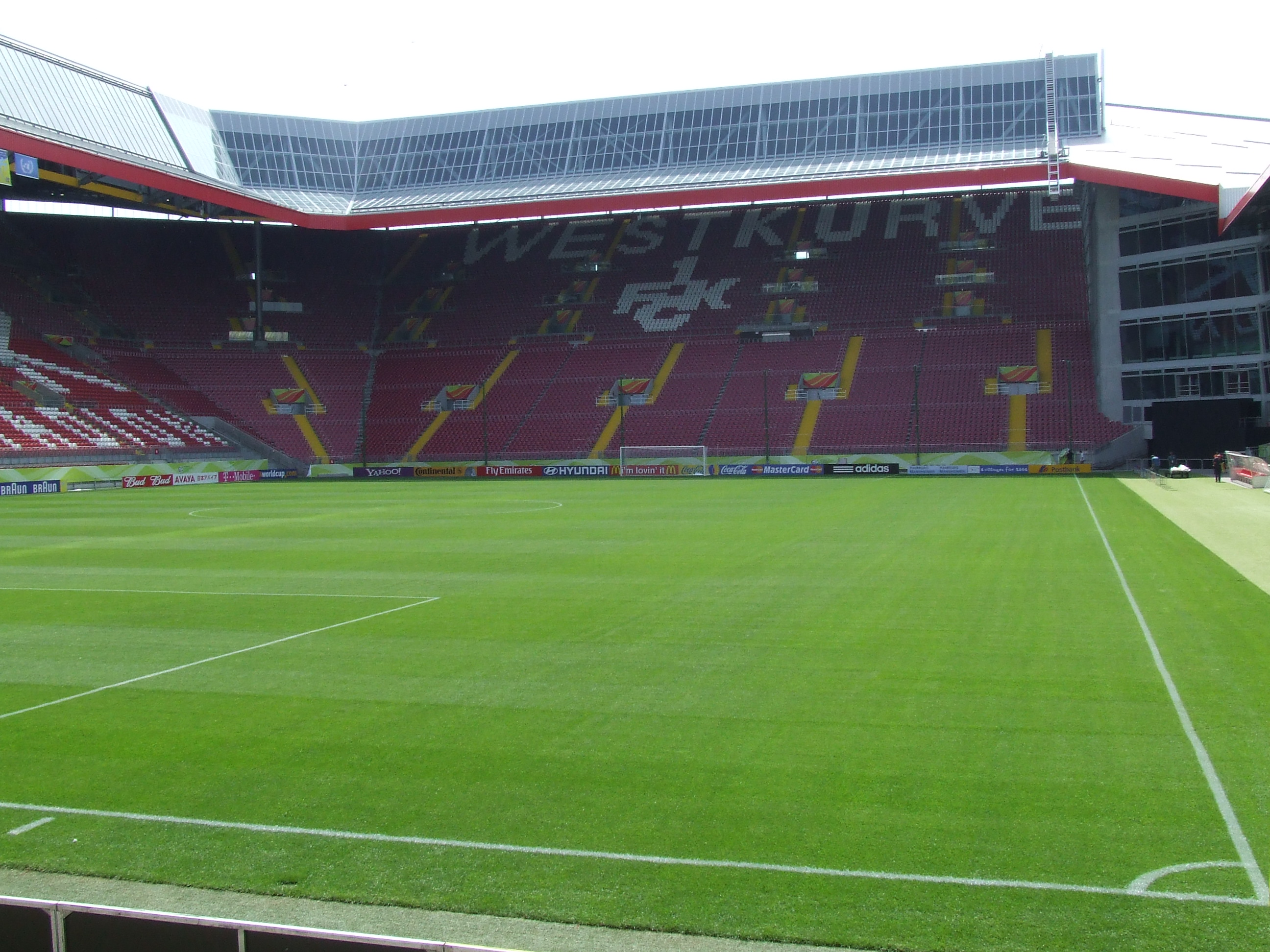
Rasen im Fritz-Walter-Stadion

Platzwart ist eine Tätigkeitsbezeichnung.
Platzwart ist weder ein spezieller Ausbildungsberuf noch eine geschützte Berufsbezeichnung. Gemäß Tätigkeitsbeschreibung der Bundesagentur für Arbeit sorgen Platzwarte und Platzwartinnen für den einwandfreien Zustand von Anlagen und Plätzen, z. B. Freizeit- und Sportanlagen. Wenn Unterhaltsarbeiten an Fachfirmen vergeben werden, koordinieren und überwachen sie die Ausführung. Typische Beschäftigungen finden sich im Bereich von Sportvereinen und -clubs mit eigenen Anlagen, in Sportstätten kommunaler Träger, auf Campingplätzen oder in Beherbergungsbetrieben mit eigenen Sportanlagen oder bei Betreibern von Sport- und Grünanlagen.
Zum Aufgabengebiet eines Platzwartes gehört in der Regel die Koordination und Überwachung eines Sportstättenbetriebes, dessen Bewirtschaftung, fachgerechte Instandhaltung und Pflege der Anlage, die Vorbereitung der Sportstätten für den Spielbetrieb, beispielsweise das Markieren der Linien auf den Sportplätzen mithilfe eines Kreidewagens sowie die Boden- und Rasenpflege. Die Aufgabenbereiche können je nach Charakter und Umfang einer Sportanlage sehr differieren. Mitunter sind Platzwarte auf öffentlichen Anlagen, vorzugsweise im Amateursport, autorisiert, zum Schutz einer Rasenfläche beispielsweise aus Witterungsgründen namens der Sportämter die Entscheidung über Platzsperren zu treffen.
Platzwarte sind in der Regel bei Kommunen beschäftigt oder von einem Sportverein beauftragt. Auf Sportanlagen kleinerer Vereine bzw. im ländlichen Raum im Amateurbereich können auch ehrenamtliche Männer oder Frauen als Platzwarte arbeiten.
Die Tätigkeit des Platzwartes erfordert handwerkliches Geschick, gärtnerische Kompetenz sowie Organisations- und Koordinationsfähigkeit.

## Begriffsabgrenzung
Vom Platzwart zu unterscheiden ist der Greenkeeper, der über spezielle Kenntnisse der inzwischen als äußerst komplex einzuschätzenden Pflege qualitativ hochwertigster Rasenflächen im Profisport, etwa beim Golf, Hockey oder Profifußball verfügt.